# La Colorada, Sinaloa
La Colorada är en ort i Mexiko.   Den ligger i kommunen Angostura och delstaten Sinaloa, i den västra delen av landet, 1 100 km nordväst om huvudstaden Mexico City. La Colorada ligger 21 meter över havet och antalet invånare är 137.
Terrängen runt La Colorada är mycket platt. Runt La Colorada är det ganska glesbefolkat, med 43 invånare per kvadratkilometer. Närmaste större samhälle är Guamúchil, 17,0 km nordost om La Colorada. Trakten runt La Colorada består till största delen av jordbruksmark.